# Emirat Kaukaski
Emirat Kaukaski – islamskie państwo proklamowane 31 października 2007 przez prezydenta Iczkerii Doku Umarowa.
31 października 2007 prezydent Czeczeńskiej Republiki Iczkerii Doku Umarow ogłosił likwidację państwa i powstanie Emiratu Kaukaskiego. Deklaracja ta wywołała rozłam wśród czeczeńskich bojowników. Emirat Kaukaski miał być w zamierzeniu państwem, w skład którego oprócz Czeczenii miały wejść również Dagestan, Inguszetia, Osetia, Kabardo-Bałkaria i Karaczajo-Czerkiesja.
Kolejnymi emirami po Umarowie byli Alim Aschab Kebek (Aliaschab Alibułatowicz Kiebiekow) (2014–2015) i Magomied Sulejmanow (2015).
Emirat Kaukaski został uznany za organizację terrorystyczną przez Stany Zjednoczone i Federację Rosyjską.
Mudżahedini Emiratu Kaukaskiego uczestniczyli w walkach w Syrii.